# The Blackmailer (film 1916)
The Blackmailer è un cortometraggio muto del 1916 diretto da Rupert Julian e interpretato insieme alla moglie, l'attrice Elsie Jane Wilson. La sceneggiatura di Calder Johnstone si basa su un soggetto di Rafael Sabatini.

## Produzione
Il film fu prodotto dall'Universal Film Manufacturing Company.

## Distribuzione
Distribuito dall'Universal Film Manufacturing Company, il film - un cortometraggio di 300 metri - uscì nelle sale cinematografiche statunitensi il 5 marzo 1916.